# João Antônio Mascarenhas
João Antônio de Souza Mascarenhas o João Antônio Mascarenhas (Pelotas, 24 de octubre de 1927 — Río de Janeiro, 1998) es considerado uno de los activistas pioneros en la historia de la lucha por los derechos humanos y civiles de los homosexuales en el Brasil.
Abogado y políglota originario de Pelotas, Mascarenhas se instaló permanentemente en la ciudad de Río de Janeiro, donde vivió la mayor parte de su vida y donde falleció.
Mascarenhas fue uno de los fundadores de la revista O Lampião da Esquina, también conocido simplemente como O Lampião (1978) y del Grupo Homossexual Triângulo Rosa (1977-1988), que sólo pudo ser registrado oficialmente en abril de 1985.
En 1977, Mascarenhas recibió a Winston Leyland, editor de la editorial Gay Sunshine Press, con sede en la ciudad de San Francisco (California), para colaborar con este investigador y autor estadounidense en el estudio de la vida social y las ambiciones civiles de este segmento de la población del Brasil. El resultado se tradujo en acciones en pro de los derechos de la ciudadanía LGBT de Brasil y, como tal, ese año es considerado uno de los puntos fundamentales del inicio del Movimiento Homosexual Brasileño. 